# Mark 45 (торпеда)
Mark 45 (англ. ASTOR, Anti-Submarine TORpedo) — американская 483-мм противолодочная торпеда подводного базирования с ядерной боеголовкой. Предназначалась для борьбы с быстроходными глубоководными подводными лодками. В качестве боевой части несла ядерную боеголовку W34. Торпеда не имела системы самонаведения, управление ею осуществлялось по кабелю.
В 1963—1976 годах было произведено около 600 торпед этого типа. В дальнейшем торпеда была заменена на Mk 48.

## Конструкция
Торпеда приводилась в движение электрическим двигателем. В качестве боевой части использовалась ядерная боеголовка W34 мощностью 11 кт. Сигналы для управления торпедой и подрыва ядерной боеголовки передавались по кабелю, который по мере передвижения торпеды сматывался со специального барабана на лодке-носителе.
Путём замены ядерной боеголовки обычной и демонтажа системы управления по проводам торпеда превращалась в обычную неуправляемую торпеду для надводных целей.

## История
Конструкторские работы по созданию торпеды были закончены в 1960 году, в 1963 году торпеда была принята на вооружение. В середине 1970-х годов торпеда Mk 45 была заменена самонаводящейся противолодочной торпедой Mk 48. Снятые с вооружения торпеды были оснащены неядерными боеголовками и системами самонаведения и поставлялись иностранным флотам с маркировкой Mark 45 Mod 1 Freedom Torpedo.

## Интересные факты
Радиус действия ядерной боеголовки W34 превышал дальность хода торпеды, поэтому в ВМС США бытовала шутка, что вероятность уничтожения лодки торпедой составляла 2.0 (уничтожалась и вражеская лодка, и собственная).